# Роданфа и Досикл
Рода́нфа и Доси́кл (греч. Τὰ κατὰ Ῥοδάνθην καὶ Δοσικλέα) — стихотворный любовный роман Феодора Продрома.
Роман имеет очень большой объём, 4614 ямбических триметра. Продром воспользовался сюжетом «Эфиопик» Гелиодора, наполнив поэму всеми приемами риторической прозы.

## Содержание
Юноша из Абидоса Досикл с помощью друга похищает прекрасную Роданфу. Он встречает девушку, когда она направляется в баню, в иное время её тщательно скрывают от досужих глаз, поместив в почти недоступную башню. На Родосе молодые люди подвергаются нападению разбойников, в результате чего Роданфа попадает в качестве рабыни на Кипр, а Досикл предназначен для принесения в жертву. Счастливый случай, однако, неожиданно освобождает юношу, он бежит на Кипр и там освобождает Роданфу от рабства. Между тем отцы их обоих, по предсказанию Дельфийского оракула, прибывают из Абидоса на Кипр, и повествование получает счастливый конец.